# 东帝汶标准时间
东帝汶使用东九区时间。该国西部接壤的印度尼西亚地区使用东八区时间，而该国东部的印度尼西亚地区则使用东九区时间。由于东帝汶地处赤道地区，全年的日照时间并无显著变化，因此该国从未采用夏令时制。

## 外部連結
- 東帝汶時間 （页面存档备份，存于）